# Peutinger-Gymnasium Ellwangen
Das Peutinger-Gymnasium Ellwangen ist ein allgemeinbildendes Gymnasium mit alt- und neusprachlichen Zügen mit zweisprachigem Unterricht sowie einem naturwissenschaftlichen Zug in Ellwangen.
Die Schule hat etwa 80 Lehrkräfte und über 950 Schüler.

## Geschichte
Die Schule ist nach dem Stiftsdekan Ignatius Desiderius von Peutingen benannt, der bei seinem Tode 1718 sein Vermögen dem Jesuitenkolleg vermachte, woraus das heutige Gymnasium hervorgegangen ist. Die Ursprünge der Schule liegen bereits in der Klosterschule, die im Jahre 764 bei der Gründung des Klosters Ellwangen entstanden ist. Ab 1460 wurde daraus eine lateinische Stiftsschule, ab 1658 schließlich eine Jesuitenschule. 1658 wird als offizielle Gründung des Gymnasiums angesehen. Im Zuge der Säkularisation wurde die Schule ab 1802 in ein königlich-württembergisches Vollgymnasium umgewandelt. Der Blick aus einem der Fenster des Schulgebäudes auf die Stadtkulisse von Ellwangen diente bei der Produktion des Films Die Feuerzangenbowle als Kulisse für das Chemiesaalfenster. Seit 1954 trägt die Schule den Namen Peutingers in ihrem Namen. Im Jahre 1963 zog die Schule von den Gebäuden des ehemaligen Jesuitenkollegs in einen Neubau unterhalb des Schlosses ob Ellwangen.
Seit Beginn des Schuljahres 2007/2008 ist ein moderner Anbau weitestgehend fertiggestellt. Dazu gehören eine Mensa für den Ganztagesbetrieb sowie neue Klassenzimmer, Fachräume und ein neues Lehrerzimmer. Auch im Altbau wurde umfangreich modernisiert, besonders zur Erhöhung der Energieeffizienz. Die Arbeiten sind abgeschlossen.

## Bibliothek
Das Peutinger-Gymnasium unterhält eine Bibliothek von circa 15.000 Bänden, darin einen historischen Bestand von etwa 1.500 Titeln in ungefähr 4.500 Bänden, zwei Drittel davon stammen aus dem 16. bis 18. Jahrhundert. Die Bestände wurden Anfang der 1990er Jahre erfasst und erschlossen, ein gedruckter Katalog erschien 1994.

## Bekannte Lehrer
- Thomas Galey, deutscher Maler

- Helmut Esdar, deutscher Maler, Bildhauer und Graphiker

## Bekannte Schüler
- Stephan Abele (* 1977), Pädagoge und Hochschullehrer an der Technischen Universität Dresden
- Franz Brendle (* 1964), Historiker und Hochschullehrer an der Universität Tübingen
- Georg Brunnhuber, CDU-Politiker
- Kuno Bux (1929–2014), ehemaliger Präsident des Landeskriminalamtes Baden-Württemberg
- Philipp S. Fischinger, Rechtswissenschaftler und Hochschullehrer
- Edmund Fröhlich (* 1956), Verbandsfunktionär
- Johann von Gott Fröhlich (1780–1849), klassischer Philologe
- Georg Fuchs, ehemaliger Hochschulprofessor und Mikrobiologe an der Albert-Ludwigs-Universität Freiburg
- Thomas Geisel (2014–2020), Oberbürgermeister von Düsseldorf
- Bernhard Hermann, ehemaliger Hörfunkdirektor des SWR
- Berthold Huber, ehemaliger Vorsitzender der IG Metall
- Philipp Jenninger, ehemaliger Bundestagspräsident
- Sieger Köder, Pfarrer und Künstler
- Friedrich Laun (Geistlicher) (1860–1931), deutscher Geistlicher, Domkapitular von Rottenburg
- Joseph Mangold, Jesuit
- Maximus Mangold, Jesuit
- Benedikt Alois Pflanz (1797–1844), Geistlicher, Theologe, Gymnasiallehrer und Politiker
- Franz Anton Staudenmaier (1800–1856), Professor für katholische Theologie an den Universitäten in Gießen und Freiburg im Breisgau
- Aloys Wagner, späterer  Generalvikar Neuwürttembergs und Regens des Priesterseminars Ellwangen
- Paul Wengert, ehemaliger Oberbürgermeister der Stadt Augsburg
- Hubert Wolf, Kirchenhistoriker
- Norbert Zeidler, Oberbürgermeister von Biberach an der Riß